# Powermonger
Powermonger o PowerMonger è un videogioco strategico in tempo reale per diversi personal computer e console a 16 bit. È stato sviluppato inizialmente nel 1990 dalla Bullfrog Productions per Amiga e pubblicato dalla Electronic Arts. Rappresenta un seguito ideale di Populous, sebbene il sistema di gioco sia molto diverso.
L'ambientazione è di stampo medievale, ma non vengono utilizzati popoli e territori reali. Un'espansione del 1992 per Amiga e Atari ST è ambientata invece nella prima guerra mondiale.